# Устиново (Кашинский район)
Устиново — деревня в Кашинском городском округе Тверской области.

## География
Деревня находится в 8 км на север от города Кашина.

## История
В 1777 году в сельце Устиново была построена деревянная Никольская церковь. 
В конце XIX — начале XX века сельцо входило в состав Козьмодемьяновской волости Кашинского уезда Тверской губернии.
С 1929 года деревня входила в состав Пестриковского сельсовета Кашинского района Кимрского округа Московской области, с 1935 года — в составе Калининской области, с 1994 года — в составе Пестриковского сельского округа, с 2005 года — в составе Пестриковского сельского поселения, с 2018 года — в составе Кашинского городского округа.

## Население
| 1859 | 2002 | 2010 |
| ---- | ---- | ---- |
| 35   | ↗211 | ↘165 |

## Инфраструктура
В деревне имеются детский сад, фельдшерско-акушерский пункт, отделение почтовой связи.